# Корешев, Владимир Сергеевич
Владимир Сергеевич Корешев (25 июля 1930, Егорьевск — 19 марта 2017, Раменское) — советский и российский передовик промышленного производства, токарь Раменского приборостроительного завода. Герой Социалистического Труда (1974).

## Биография
В 13 лет остался сиротой. Окончил Егорьевское ремесленное училище, в 1945—1950 годы работал токарем на Егорьевском станкостроительном заводе «Комсомолец». С 1950 года проходил срочную службу в армии — в Литовской ССР, затем в Дрездене (ГСВГ).
Демобилизовавшись, работал токарем на Егорьевском заводе, с 1958 года — токарем на Раменском приборостроительном заводе: участвовал в создании сложных навигационных приборов и систем, был бригадиром. Вышел на пенсию в 2009 году.
Похоронен на Загорновском кладбище в Раменском.

### Семья
Жена — Нелли Абдулаевна; дети:
- Сергей — подполковник полиции,
- Татьяна — переводчик.

## Награды и звания
- Орден Трудового Красного Знамени (1971)[1][3].
- Звание Героя Социалистического Труда с вручением медали «Серп и Молот» и ордена Ленина (16.1.1974) — за выдающиеся успехи в выполнении и перевыполнении планов 1973 года и принятых социалистических обязательств[1][2][3].
- Звания «Ветеран труда», «Почётный ветеран завода»[3].
- Почётный гражданин Раменского района (25.6.2003)[1][3].